# Palisades (Texas)
Palisades é uma vila localizada no estado norte-americano de Texas, no Condado de Randall.

## Demografia
Segundo o censo norte-americano de 2000, a sua população era de 352 habitantes.
Em 2006, foi estimada uma população de 373, um aumento de 21 (6.0%).

## Geografia
De acordo com o United States Census Bureau tem uma área de
1,5 km², dos quais 1,5 km² cobertos por terra e 0,0 km² cobertos por água.

## Localidades na vizinhança
O diagrama seguinte representa as localidades num raio de 28 km ao redor de Palisades.